# 索爾漢
索爾漢是土耳其的城鎮，由賓格爾省負責管轄，位於該國東部，始建於公元前2000年左右，海拔高度1,114米，主要經濟活動有畜牧業和農業，2008年人口15,950。

## 外部連結
- Solhan website
- District governor's official website （页面存档备份，存于） （土耳其文）

38°58′N 41°03′E / 38.967°N 41.050°E